# Camillo Ranzani
Camillo Ranzani (Bologna, 22 giugno 1775 – ivi, 23 aprile 1841) è stato un naturalista italiano.
È stato professore di Scienze Naturali dell'Università di Bologna.

## Riconoscimenti
I seguenti taxa sono stati dedicati al suo nome:
- Ranzania Nardo, 1840 - genere di pesci della famiglia Molidae
- Cymatium ranzanii (Bianconi, 1850) - specie di gasteropode marino della famiglia Ranellidae

## Opere
- Camillo Ranzani, Elementi di zoologia, 1819.
- Camillo Ranzani, La storia naturale degli uccelli. Bologna, A. Nobili, 1821.